# هفتک (لاتین)
| گُوِه (هفتک) |   |
| Ǎ          | ǎ |
| B̌          | b̌ |
| Č          | č |
| Ď          | ď |
| Ě          | ě |
| F̌          | f̌ |
| Ǧ          | ǧ |
| Ȟ          | ȟ |
| Ǐ          | ǐ |
| J̌          | ǰ |
| Ǩ          | ǩ |
| M̌          | m̌ |
| Ň          | ň |
| Š          | š |
| Ž          | ž |
| V̌          | v̌ |
| Ǔ          | ǔ |
| Q̌          | q̌ |
| P̌          | p̌ |
| Ǒ          | ǒ |
| Y̌          | y̌ |

هفتک، کارُن یا گُوِه (ˇ)، (به انگلیسی: Caron) نام یک علامت/نشانه اعراب‌گذاری برای حروف لاتین است که به صورت هفت عربی کوچک بر روی برخی حروف (نمونه: Ǎ Ě) قرار می‌گیرد. بسیاری از کشورها برای ایجاد تمایز بین برخی از حروف الفبای خود، از گُوِه بهره می‌برند.
هفت نویسهٔ باگُوِه که در لاتین‌نویسی فارسی بکار می‌روند عبارتند از:
| واج پارسی          | چ       | ش        | ق/غ        | خ       | ژ         |
| لاتین‌نویسی پارسی   | Č č     | Š š      | Ǧ ǧ        | Ǩ‌ ǩ     | Ž ž       |
| نمونه نوشتار پارسی | Čōb چوب | Šart شرط | Ǧadim قدیم | Ǩ‌ōk خوک | Žāle ژاله |

## نامگذاری
نام بین‌المللی این نشانگر، کارُن است. به دلیل شباهت آن با ابزار گُوه، در ایران، اروپا و آمریکا به آن گُوه نیز گفته می‌شود. در ایران نام آن را از روی عدد عربی ۷ برگرفتند و با نام هفتک معرفی کردند.

## خاستگاه
گُوِه، تکامل یافتهٔ نقطه در الفبای لاتین است که اولین بار به‌دست یان هوس برای دستور املایی چکسلواکی ساخته شد و به دلیل کاربرد بسیار خوب آن، به دیگر کشورها نیز راه یافت. حروف نقطه‌دار انگلیسی به شکل Ż، کماکان در کشورهای مختلف ازجمله لهستان و ترکیه به چشم می‌خورند، ولی در بیشتر کشورها به تدریج، جای خود را به گُوِه دادند.

## مزایا
گاهی در نوشتن حروف لاتین نقطه‌دار (ȧ) یا ماکرون‌دار (ā) در یک واژهٔ چندحرفی، اشتباهاً ماکرون بین دو حرف درج می‌شود یا نویسنده، ماکرون را بلندتر از حد معمول رسم کرده و بر روی حرف بعدی هم کشیده می‌شود؛ بنابراین معلوم نیست نشانگر ماکرون که به صورت یک خط است، متعلق به کدامیک از حروف می‌باشد. همچنین ممکن است در به‌کارگیری حروف نقطه‌دار، نقطه به درستی درج نشود یا کمرنگ باشد و از چشم خوانندهٔ متن دور بماند. اما از برتری‌های گُوِه نسبت به بقیه نمادها، این است که این نشانگر به‌شکل یک جهت‌نما/فِلِش به سمت پایین است که دقیقاً به حرف زیر خود اشاره می‌کند؛ بنابراین در دبیره‌هایی که از نشانگر گُوِه برای حروفشان استفاده کردند، اشتباهات بالا هرگز رخ نمی‌دهند.

## Ȟ
Ȟ، ȟ نویسه‌ای است از حرف لاتین H و یک گُوِه بر روی آن. زمینه کاربرد این نویسه در نمایش آوای خ می‌باشد. نخستین بار در سدهٔ پانزدهم میلادی، یان هوس با تدوین الفبای چک، این نماد را ساخت. برای مثال واژه خیس به صورت Ȟis نوشته می‌شود. حرف Ȟ یکی از سی حرف در لاتین نویسی فارسی است و واج آن خ می‌باشد.